# 스탠드 오프
스탠드오프(Standoff)는 2006년 9월 5일부터 2007년 7월 20일까지 Fox에서 방영한 드라마이다.
한국에서는 2007년 온스타일에서 방영하였다.